# Baryonenzahl
Die Baryonenzahl {\displaystyle B\!\,} der Teilchenphysik, eine Quantenzahl der Elementarteilchen, ist definiert als die Differenz der Anzahl der Quarks und der Anzahl der Antiquarks, geteilt durch 3:
{\displaystyle B={\frac {n_{q}-n_{\overline {q}}}{3}}}.
Somit beträgt sie:
- /0+1 für Baryonen wie das Proton und das Neutron (jeweils zusammengesetzt aus 3 Quarks)
- +1/3 für Quarks
- +/00 für Leptonen (wie z. B. das Elektron) und für Mesonen wie das Pion
- −1/3 für Antiquarks sowie
- /0−1 für Antibaryonen (jeweils zusammengesetzt aus 3 Antiquarks).

## Baryonenzahl als Erhaltungsgröße
Erfahrungsgemäß bleibt die Baryonenzahl in einem abgeschlossenen System stets konstant, ist also eine absolute Erhaltungsgröße. Diese Erkenntnis – ein Grundbestandteil des Standardmodells der Elementarteilchenphysik – macht die Stabilität der Materie verständlich. Da ein spontaner Zerfall wegen der Energieerhaltung immer nur zu leichteren Teilchen führen kann, ist das leichteste Baryon, das Proton, stabil (wegen hypothetischer nichtlinearer Feldeffekte, bei denen die Baryonenzahl auch im Standardmodell verletzt werden kann, wenn auch nur bei sehr hohen Energien, siehe Sphaleron).
In vielen über das Standardmodell hinausgehenden Theorien wie z. B. der großen vereinheitlichten Theorie (GUT) ist die Baryonenzahl jedoch keine exakte Erhaltungsgröße, so dass Protonen mit der Zeit zerfallen, allerdings mit einer sehr großen Halbwertszeit.
Auch die derzeit angenommenen Mechanismen der Baryogenese, der Entstehung des Ungleichgewichts von Materie und Antimaterie im frühen Universum Sekundenbruchteile nach dem Urknall, setzen die Nichterhaltung der Baryonenzahl voraus.
In den meisten Versionen der GUT bleibt jedoch wenigstens die Differenz B-L von Baryonen- und Leptonenzahl streng erhalten.